# (6326) Idamiyoshi
(6326) Idamiyoshi est un astéroïde de la ceinture principale.

## Description
(6326) Idamiyoshi est un astéroïde de la ceinture principale. Il fut découvert le 18 mars 1991 à Dynic par Atsushi Sugie. Il présente une orbite caractérisée par un demi-grand axe de 2,68 UA, une excentricité de 0,13 et une inclinaison de 12,6° par rapport à l'écliptique.

## Compléments